# Trisecodes
Trisecodes ist eine Gattung in der Erzwespen-Familie Systasidae. Sie ist die einzige Gattung der Unterfamilie Trisecodinae.

## Taxonomie
Die Gattung wurde im Jahr 200 von den Entomologen Delvare und La Salle eingeführt und in die Unterfamilie Entedoninae innerhalb der Eulophidae platziert. Die Typusart ist Trisecodes agromyzae Delvare & La Salle, 2000. Aufgrund molekularbiologischer und morphologischer Studien wurde im Jahr 2022 die Unterfamilie Trisecodinae eingeführt und der neu geschaffenen Familie Systasidae zugewiesen.

## Merkmale
Burks et al. (2022) beschreiben die Unterfamilie Trisecodinae bzw. die Gattung Trisecodes anhand folgender morphologischer Eigenschaften: Die Fühler weisen 7 Geißelglieder auf. Die multiporösen plattenförmigen Sensilla sind ungewöhnlich lang und gebogen. Der Kopf weist neben der malaren Furche noch frontale, scrobale und subtorulare Furchen auf. Hintere Tentoriumsgruben fehlen. Die Toruli befinden sich auf Höhe des unteren Augenrandes oder darunter. Alle Beine besitzen 3-gliedrige Tarsen.

## Verbreitung
Die Gattung Trisecodes ist in der Afrotropis und in der Neotropis vertreten. Dies ist ein Hinweis darauf, dass die Familie ihre Ursprünge in Gondwana hat, einem erdgeschichtlichen Großkontinent, der die südliche Hemisphäre dominierte.

## Lebensweise
Die Vertreter der Gattung Trisecodes sind parasitisch lebende Hautflügler. Als Wirte von Trisecodes agromyzae sind verschiedene Minierfliegen-Arten (Agromyzidae) bekannt.

## Innere Systematik
Zur Gattung Trisecodes gehören folgende Arten:
- Trisecodes africanum Gumovsky, 2014 – Guinea, Kamerun, Uganda
- Trisecodes agromyzae Delvare & LaSalle, 2000 – Belize, Costa Rica, Guadeloupe